# 피터 무니
피터 무니(Peter Mooney, 1983년 8월 19일 ~ )는 캐나다의 배우이다.
위니펙에서 태어났다.

## 출연 작품

### 영화
- 최후의 카테고리 7 (2005)
- Run Robot Run! (2006)
- 썸머스 블러드 (2009, Summer's Moon)
- 해리엣 더 스파이: 블로그 워즈 (2010)
- Family First (2010) - 단편
- Method (2013) - 단편
- We Were Wolves (2014)
- Paseo (2018) - 단편
- 프로디지 (2019) - 존 블룸 역

### 텔레비전
- 팔콘 비치 (2006, Falcon Beach)
- 카멜롯 (2011) - 케이 역
- 루키 블루 (2012-15)